# Ouani (Comores)
Pour le personnage asiatique, voir Wani.
Pour les articles homonymes, voir Ouani (Burkina Faso).
Ouani (ou Wani ) est une ville des Comores, dans l'océan Indien. Elle est située sur la côte nord de l'île d'Anjouan, dans une vallée traversée par une rivière,"Mro wa Mouji" prenant sa source à Patsy et se jetant dans la baie d'Anjouan à Ouani. La Ville est distante de 5 km au nord-est de la capitale de l'île, qui est Mutsamudu.
L'aéroport de l'île d'Anjouan se trouve immédiatement au nord de Ouani (code AITA : AJN).

## Géographie
Nichée dans la baie d'Anjouan et porte d'entrée par les airs de l'Ile d'Anjouan, la ville côtière de Ouani est entourée de plateaux.

## Démographie
La ville compte environ 10 000 habitants[Quand ?].

## Transports
La ville héberge l'aérodrome de l'île Aérodrome d'Anjouan-Ouani.